# Mircea Socolescu
Mircea Socolescu (ur. 14 lipca 1902 w Bukareszcie, zm. 5 października 1993 tamże) – rumuński bobsleista, uczestnik Zimowych Igrzysk Olimpijskich w Sankt Moritz w 1928, geolog i geofizyk.

## Igrzyska olimpijskie
Mircea Socolescu uczestniczył w drugich zimowych igrzyskach olimpijskich w 1928 w szwajcarskim Sankt Moritz. Na tych igrzyskach wystąpił w jedynej bobslejowej konkurencji – piątkach, prekursorze bobslejowych czwórek. Drugi bobslej reprezentacji Rumunii w składzie Grigore Socolescu (jego brat), Mircea Socolescu, Ion Gavăț, Toma Petre Ghițulescu, Traian Nițescu, w fatalnych warunkach atmosferycznych, zajęła 7. miejsce. Zawody podwójnie wygrała reprezentacja Stanów Zjednoczonych, trzecie miejsce zdobyli reprezentanci Niemiec.
Były to jedyne igrzyska olimpijskie w karierze tego bobsleisty.

## Działalność naukowa
Był autorem czterech książek i wielu artykułów z dziedziny geologii i geofizyki. Krótko przez śmiercią w 1993 został wybrany członkiem honorowym Academii Română.